# Udo Beyer
Udo Beyer (nacido el 9 de agosto de 1955) es un atleta de la República Democrática Alemana que compitió en lanzamiento de bala.

## Vida
Beyer es el primero de seis hijos de Hans-Georg Beyer y su esposa Eva-Marie, y nació en Stalinstadt, actual Eisenhüttenstadt. Él creció en Breslack (actual municipalidad de Neißemünde) y en Eisenhüttenstadt. Así como sus hermanos, Udo jugó al balonmano por el club local e incluso fue seleccionado para integrar el equipo que representó a su distrito en Fráncfort del Meno, donde se convirtió en un exitoso arquero. Siguiendo el consejo de su padre, decidió seguir una carrera deportiva, concentrándose en el atletismo. Después del torneo juvenil en 1969, se cambió a la escuela juvenil de deportes de Fráncfort (Óder), donde ganó su Abitur. Al mismo tiempo, se convirtió en miembro del ASK Vorwärts Frankfurt. En 1970, Ernst Kühl, un reconocido lanzador de bala y disco proveniente de República Democrática Alemana, se convirtió en su entrenador. Külh formó parte del equipo de Alemania unificada en los Juegos Olímpicos de Verano de los años 1960 y 1964. En 1973 cambió tanto de equipo como de entrenador, al pasar ASK Vorwärts Potsdam y quedar bajo el mando de Lothar Hillebrand. En Potsdam se concentró únicamente en el lanzamiento de bala y comenzó a estudiar en la universidad para convertirse en profesor de educación física. Como miembro de la ASK (Club deportivo de la armada), Beyer fue también oficial deportivo y se convirtió en el Hauptmann (capitán) del Bundeswehr. Su carrera deportiva terminó esencialmente después de los Juegos Olímpicos de 1988, pero su esposa fue capaz de convencerlo en 1990 para que participara en los Juegos Olímpicos de 1992.
Por una gran cantidad de años, Beyer fue el capitán del equipo nacional de atletismo de Alemania Oriental.
Con una altura de 1,94 y un peso de 130 kilos, Udo era extraordinariamente fuerte incluso para un lanzador de bala.
Al final de su carrera deportiva, Bayer comenzó a trabajar como agente de viajes y poseyó una agencia de viajes en Potsdam desde 1996. Él vivió en Potsdam, estuvio casado desde 1976 y tuvo dos hijas, aunque una murió de pequeña.
Es notable el hecho de que todos sus hermanos fueron muy activos en el ámbito de los deportes. En los Juegos Olímpicos de 1980 en Moscú, Udo estuvo con su hermana Gisela Beyer y su hermano Hans-Georg Beyer. Todos ellos lograron llegar al round final de sus respectivas competiciones: Hans-Georg fue campeón olímpico con su equipo de balonmano, Udo logró el tercer puesto en lanzamiento de bala y Gisela en lanzamiento de disco. Su hermana Gudrun también estuvo con él en los Juegos Olímpicos de 1992 en Barcelona como fisioterapeuta.
Desde 2004 Beyer es el "Embajador Chocolate" de la vieja fábrica de chocolates Halloren de la ciudad de Halle. También es muy activo en su labor como representante oficial del "hospicio para chicos de Alemania media", que ayuda a los niños que son enfermos terminales y sus familias.
Fue colaborador informal de la Stasi con nombre en clave Kapitän.

## Resultados
Junto con su viejo compañero de equipo Ulf Timmermann, Beyer dominó por diez años las competiciones de su disciplina.

### Juegos Olímpicos
- 1976: Campeón Olímpico
- 1982: Medalla de bronce
- 1984: No participó debido al boicot
- 1988: Cuarto puesto
- 1992: Eliminado durante la calificación

### Récords
Récords mundiales:
1. 6 de agosto de 1978: 22.15 metros
2. 25 de julio de 1983: 22.22 metros
3. 20 de abril de 1986: 22.64 metros (séptimo lugar en los récords mundiales hasta el 2006)

Récords como junio europeo: lanzamiento de 6.25 kg (lanzamiento junior)
1. 13 de julio de 1973: 21.03 metros

Lanzamiento de 7,26 kg (hombres)
1. 7 de julio de 1973: 19.63 metros
2. 6 de julio de 1974: 20.20 metros
3. 21 de junio de 1975: 20.97 metros (récord hasta 2005 inclusive)

### Torneos europeos
- 1973: Campeón junior europeo
- 1974: 8º puesto
- 1978: Campeón europeo
- 1982: Campeón europeo
- 1986: Medalla de bronce
- 1974: 6º puesto

### IAAF-World cup
- 1977, 1979 y 1981: Ganador

### Copa europea
- 1977, 1979 y 1981: Ganador
- 1985: 3º puesto

### Campeonatos de Alemania Oriental
- 1974: 2º puesto
- 1977-1987: Campeón GDR (11 veces consecutivas)
- 1988: 2º puesto
- 1990: 3.er puesto
- 1980: Campeón GDR bajo techo

### Spartakiade niño y joven
- 1972: Ganador Spartakiade

## Honores
- 1978: Deportista del año de la RDA.
- 2 medallas de plata por servicio patriótico/victorias.
- 7 veces campeón de deportes.